# Independent-Label
Independent-Label (kurz auch Indie-Label) ist die Bezeichnung in der Musikindustrie für Musiklabels, die nicht nur funktionaler Teil der Major-Labels sind.

## Begriffsbestimmung
Anfang der 1950er Jahre bezeichnete man in den USA die Plattenfirmen als „Major-Labels“, die neben der Plattenproduktion auch über die Presswerke verfügten und den Vertrieb der Platten selbst kontrollierten. Alle anderen Plattenfirmen wurden als „Independent-Labels“ bezeichnet. Seit den 1960er Jahren hat sich die Bedeutung von Major-Label gewandelt und bezeichnet die Schallplattenfirmen mit den größten Verkaufserfolgen. Die weniger umsatzstarken Labels, die sich nicht im Besitz der Major-Labels befinden, werden als „Independent“ bezeichnet. Durch die seit dem 19. Januar 1980 wöchentlich in Großbritannien veröffentlichten Independent-Charts gewann der Begriff an Popularität.
Der Begriff „Independent-Label“ (= unabhängige Plattenfirma) ist irreführend, da die kleinen und mittelgroßen Plattenfirmen meist nicht über eigene Vertriebsnetze verfügen, so dass sie häufig auf die Zusammenarbeit mit den Major-Labels angewiesen sind. Unabhängigkeit bezieht sich hierbei alleine auf die rechtliche und weitgehend auch wirtschaftliche Unabhängigkeit von den großen Medienkonzernen.

## Geschichte

### Die 1930er und 1940er Jahre

Francis Craig – Near You

Independent-Labels gibt es seit Beginn der Schallplattenproduktion. In den 1940er Jahren wurden nach Expertenschätzungen etwa 400 Independent-Labels in den USA gegründet, bis 1952 überlebten von diesen knapp 100. Eine Reihe von unabhängigen Plattenlabels, die in der zweiten Hälfte der 1940er Jahre gegründet wurden, gingen bereits vor dem Aufkommen des Rock ’n’ Roll pleite. Ein bekanntes Beispiel ist Bullet Records, 1946 von Jim Bulleit in Nashville gegründet. Die Firma legte den Schwerpunkt ihrer Produktion auf den Pop-Sektor und hatte mit Near You von Francis Craig 1947 einen Nummer-eins-Hit, auch die folgende Single von Craig Beg Your Pardon erreichte Anfang 1948 eine Top-Ten-Platzierung.
Der zweite Bereich, in dem Bullet Records aktiv war, war der „Race“-Markt, wie es damals offiziell hieß und später in R&B umbenannt wurde. Insgesamt wurden von der Firma fünfzig R&B-Singles veröffentlicht, darunter Aufnahmen von Wynonie Harris und B. B. King, aber außer diesen beiden Interpreten verbuchten keine weiteren Erfolge auf dem R&B-Markt. Viele der später erfolgreichen Country-Sänger und -Musiker starteten ihre Karriere bei Bullet Records, so Chet Atkins, Bradley Kincaid, Pee Wee King, Smiley Burnette, Leon Payne, Ken Curtis und The York Brothers. Nach den Anfangserfolgen auf dem Popmusik-Markt versuchte Bullet durch die Verpflichtung bekannter Pop-Sänger den Erfolg zu stabilisieren, jedoch spielte keine Single die den Sängern zugesagte Garantiesumme ein. Lediglich die Single Rag Mop von Johnnie Lee Wills erreichte 1950 noch einmal einen Platz unter den Top Ten. 1953 musste Bullet Records Konkurs anmelden.

### Die Vor-Rock-'n'-Roll-Ära 1950 bis 1955

Stick McGhee – Drinkin' Wine, Spo-dee-o-dee

Um 1950 gab es in den USA sechs Major-Labels: Columbia Records, RCA Records, Decca Records, Capitol Records, MGM Records und Mercury Records. Diese Firmen beherrschten den Schallplattenmarkt: Von den 105 Top-20-Hits des Jahres 1951 stellten diese Firmen 103. Demgegenüber standen etwa hundert Independent-Labels, die sich auf Teilmärkte spezialisiert hatten, weil sie auf Grund fehlender Vertriebsnetze landesweit nicht mit den Majors konkurrieren konnten. Um 1950 zeigte sich, dass auch auf diesen Teilmärkten große Mengen an Schallplatten verkauft werden konnten, so verkauften im R&B-Bereich z. B. Savoy Records 500.000 Exemplare der Single The Hucklebuck und Atlantic Records etwa 250.000 Platten von Stick McGhees Drinkin' Wine, Spo-Dee-O-Dee. Die Umsätze im Country-Bereich waren geringer, aber zeigten, dass auch dieser Bereich für Independent-Labels finanziell attraktiv sein konnte, so verkaufte King Records zum Beispiel von Wayne Raneys Why Don’t You Haul off and Love Me 250.000 Exemplare und von der Single Blues Stay Away from Me von den Delmore Brothers 120.000 Stück innerhalb von sechs Wochen.
Die Situation der Independent-Labels Anfang der 1950er Jahre kann folgendermaßen charakterisiert werden: Ihre Promotionmöglichkeiten waren eng begrenzt, ebenso die Möglichkeiten des Plattenvertriebes, gewöhnlich war der Einzugsbereich eines Labels regional eingegrenzt. Die Labels hatten relativ wenige Interpreten unter Vertrag, diese auch häufig nur kurzfristig, zum Teil nur für ein oder zwei Singles. Die Produktion von Singles stand – aus Kostengründen – im Mittelpunkt der Firmenpolitik, die Firmen waren in der Regel auf einen Teilmarkt spezialisiert und überließen den Pop-Markt weitestgehend den Major-Labels.
Einen regionalen Schwerpunkt der Independent-Labels bildete New York City. Die Krise während und kurz nach dem Zweiten Weltkrieg hatten National Records und die 1942 gegründeten Labels Savoy Records und Apollo Records überstanden. 1948 wurden Jubilee Records und Atlantic Records mit den späteren Sub-Labels Atco und Cat gegründet. Atlantic wurde eines der bedeutendsten Labels für R&B und später für Soul. Anfang bis Mitte der 1950er Jahre wurden zahlreiche neue Plattenfirmen in New York ins Leben gerufen, die jedoch kaum überregionale Bedeutung erlangten: 1953 Robin Records, 1955 Old Town Records, Baton Records und Melba Records, 1956 kam noch Winley Records hinzu. In Cincinnati / Ohio gab es das 1945 von Sydney Nathan gegründete Label King Records, das vor allem auf R&B und Country spezialisiert war.
Das in Chicago beheimatete Label Chess Records, das 1947 von den Brüdern Leonard und Phil Chess gegründet worden war, hatte sich zunächst auf R&B spezialisiert, wurde aber ab Mitte der 1950er Jahre zusammen mit seinen Sub-Labels Checker Records und Argo Records bedeutsam für die Popularisierung des Rock ’n’ Roll – unter anderem mit Interpreten wie Dale Hawkins, Bo Diddley und Chuck Berry. – Mit Vee-Jay Records, das 1953 von Vivian Carter und James Bracken gegründet wurde, verfügte Chicago über ein zweites für die Entwicklung des R&B und der Rockmusik relevantes Label, auf dem Interpreten wie Jimmy Reed, John Lee Hooker, Jerry Butler, Dee Clark und The Spaniels veröffentlichten.
Die neben Atlantic wohl bekannteste unabhängige Plattenfirma war Sun Records. Die Firma wurde 1953 von Sam Phillips in Memphis gegründet und zu ihren Interpreten gehörten unter anderem Elvis Presley, Jerry Lee Lewis, Carl Perkins, Johnny Cash, Roy Orbison, Little Junior Parker, Little Milton und Rufus Thomas. Auf ihrem Sub-Label Phillips International erschienen Platten von Charlie Rich, Bill Justis und Carl Mann und anderen. Der von Sun produzierte Musikstil, eine Mischform aus Country und R&B, wurde Rockabilly genannt, die – wie einige Musikhistoriker meinen – reinste Form des Rock ’n’ Roll. 1954 beherrschten die Independent-Labels weitgehend den R&B-Markt: Von den 30 R&B-Tophits des Jahres stammten 23 von den Independent-Labels, allein 11 der Tophits steuerte Atlantic bei.

### Die Independent-Labels in der Rock-’n’-Roll-Ära 1956–1963
Mit dem Aufkommen des Rock ’n’ Roll wuchs der Anteil der Independent-Labels am Schallplattenverkauf rapide an. Dies war einerseits darin begründet, dass die auf den R&B-Markt spezialisierten Labels die Interpreten unter Vertrag hatten, deren Musik nunmehr gefragt war, etwa Fats Domino bei Imperial oder Chuck Berry bei Chess, andererseits aber auch daran, dass die Major-Labels kaum in der Lage waren, kurzfristig auf den sich wandelnden Musikgeschmack zu reagieren; RCAs Vertrag mit Elvis Presley ist eine der Ausnahmen.

### Die Phase der Fusionen 1964–1973
War es seit Ende der fünfziger Jahre durchaus gängige Praxis, dass größere und finanzkräftigere Independent-Labels schwächere Konkurrenten aufkauften, so gerieten die bedeutenderen Independent-Labels ab 1964 ihrerseits unter den Fusionsdruck der Major-Labels, die auf Grund ihrer Konzernstruktur über die finanziellen Mittel verfügten, durch den Aufkauf von unabhängigen Labels ihren Marktanteil auszuweiten.

### Die 1970er und 1980er Jahre

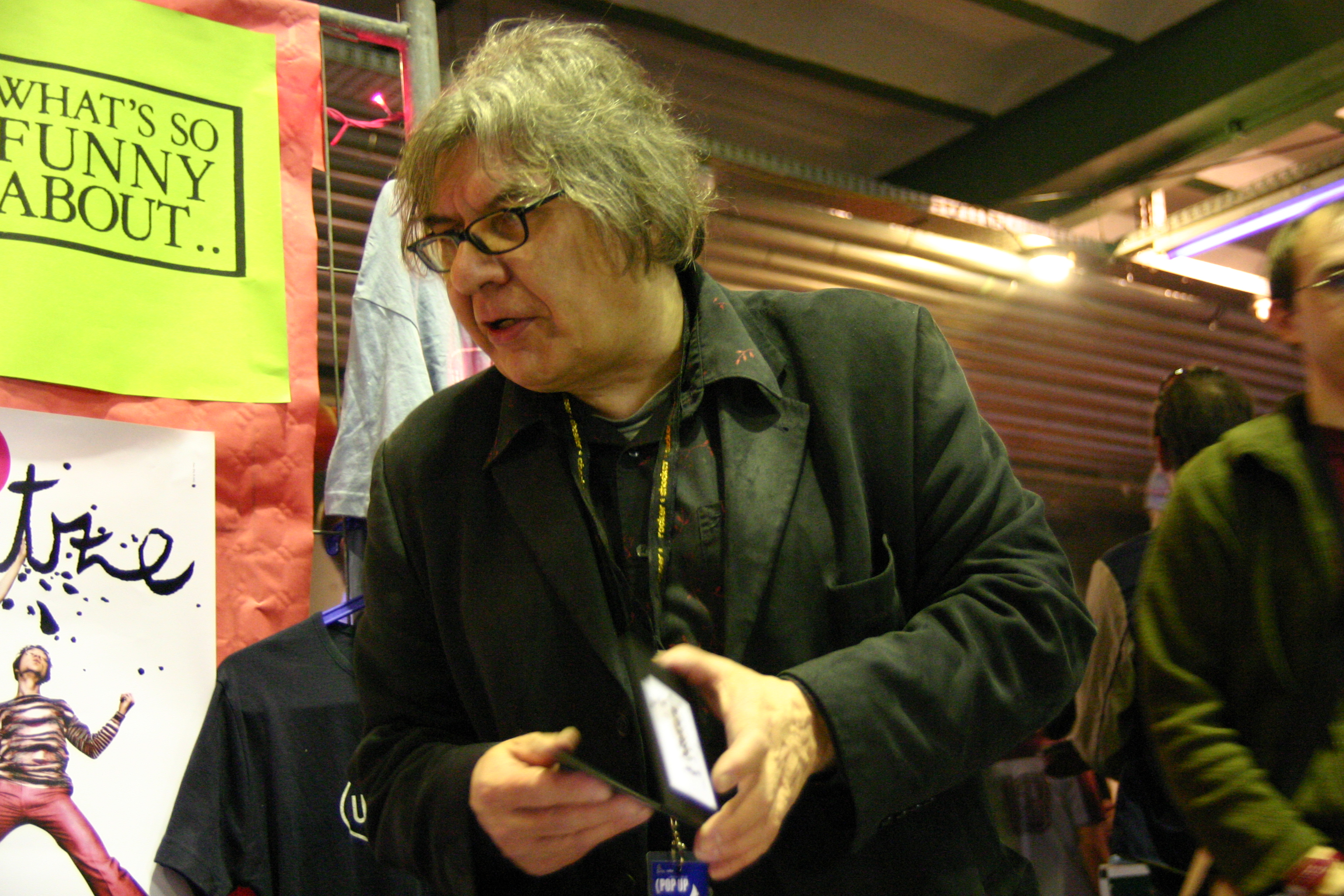
Alfred Hilsberg, Gründer des Zick-Zack-Labels, 2006

Häufig wird der Begriff auch mit den aus einer anarchistischen Punk-Idee heraus entstandenen Labels verbunden, die Ende der 1970er entstanden. Sie waren eine bewusste Absage an die Politik und die Ästhetik der großen Plattenfirmen und standen auch in direktem Bezug zur DIY-Einstellung in der Punk-Szene. In Deutschland gründete sich 1982 der Vertrieb EfA, um die Aktivitäten dieser Labels zu koordinieren. Eines der bekanntesten Labels in Deutschland aus dieser Zeit war Zick Zack. Aus dieser Ablehnung wuchs in der punkorientierten Rockszene ein weltweiter Trend.
Ein typisches Beispiel für diesen Prozess ist das britische Label Rough Trade Records, das sich vom Schallplattenladen zum führenden europäischen Indie-Label der 1980er entwickelte. Auf US-amerikanischer Seite vergleichbar ist das von Mitgliedern der Hardcore-Band Black Flag gegründete Label SST, dessen größter Erfolg aus heutiger Sicht ist, als eins der ersten Labels Grunge-Pioniere wie Soundgarden unter Vertrag genommen zu haben. Eines der bekannteren deutschen Independent-Labels ist L’age d’or.

### Die 1990er und 2000er Jahre
Zu Beginn der 1990er Jahre hatten es die Major-Labels geschafft, sich den neuen musikalischen Entwicklungen anzupassen – als Markierungspunkt für diese Entwicklung gilt der Erfolg von Nirvanas Nevermind, ursprünglich beim damals noch unabhängigen Label Sub Pop erschienen und später vom Major-Sublabel Geffen Records übernommen. Alternative wurde zum Warenzeichen. Kleinere, flexiblere Sublabels der Majors wurden gegründet und Independent-Labels wie Sub Pop aufgekauft. Viele Independent-Labels gingen verschiedene Formen von Kooperation mit den Majors ein, vor allem aus ökonomischen Gründen. Vielen kam auch mit der Zeit die politische Motivation abhanden. 1994 erschien mit The Offsprings Smash bei Epitaph Records, das mit rund 16 Millionen verkauften Tonträgern bisher meistverkaufte Independent-Album.
In den 2000er Jahren und im Zuge der Krise der Musikindustrie konnten Independent-Labels wieder stärker ökonomische Nischen besetzten, da sich die Majors wieder mehr auf ihre Kernkompetenz, der Produktion von Mainstream-Stars konzentrierten. So ist ein weitaus pragmatischerer Entscheidungsgrund eines Künstlers, bei einem Independent-Label zu unterschreiben, bei einem Major-Label nicht unter Vertrag genommen zu werden, weil er nicht verkaufsträchtig genug erscheint. Zudem konnten die kleinen Labels schon immer flexibler auf neue Trends und Entwicklungen in der Musikszene wie zum Beispiel Techno reagieren. So ist besonders beim Aufkeimen neuer Musikrichtungen auch immer eine sprunghaft steigende Zahl von Independent-Labels zu beobachten gewesen.

## Labelpolitik ab den 1980er Jahren
Independent-Labels sind meist kleinere Firmen, die versuchen, Nischen zu besetzen, die ökonomisch für Major-Labels uninteressant sind. So konzentrieren sich Independent-Labels häufig auf einige bestimmte Musikgenres abseits des sogenannten Mainstreams. Vor allem in den späten 1970er und den 1980er Jahren verstanden sich diese unabhängigen Labels als Gegenentwurf zu dem Oligopol der Major-Labels EMI, Sony BMG, Universal Music Group, Warner Music Group und ihren Tochtergesellschaften. Diese Major-Labels stehen im Ruf, rein gewinnorientiert zu arbeiten und sowohl gegen die Belange der Musiker als auch der Fans zu arbeiten.
Im Gegensatz dazu ist es typisch für Independent-Labels, dass sie Künstler über eine gewisse Zeit hinweg aufbauen und auch persönlich von ihnen überzeugt sind. Sie machen dafür geringere, mit denen der Majors nicht vergleichbare Umsätze und sind einer größeren ökonomischen Unsicherheit ausgesetzt. So kann es einer Independent-Firma unter Umständen den Garaus machen, wenn ein Künstler, den sie aufgebaut hat und mit dem man Geld zu verdienen hofft, zu einem Major wechselt oder ein Vertrieb pleitegeht. Insbesondere Jazzmusiker wie Charles Mingus, der gemeinsam mit Max Roach 1952 das Label Debut Records gründete, haben bereits seit den 1950ern versucht, selbst über die Produktionsmittel zu bestimmen (vgl. für Europa etwa Instant Composers Pool (seit 1967) und Free Music Production (seit 1969)).